# احدب اجحم (أدوي امنيع)
احدب اجحم هو دُوَّار يقع بجماعة بني امحمد سجلماسة، إقليم الرشيدية، جهة درعة تافيلالت في المملكة المغربية. ينتمي الدوّار لمشيخة أدوي امنيع التي تضم دوار واحد. يقدر عدد سكانه بـ 28 نسمة حسب الإحصاء الرسمي للسكان والسكنى لسنة 2004م.

## روابط خارجية
- البوابة الوطنية للجماعات الترابية
- المندوبية السامية للتخطيط